# Tongue River-massakren
Tongue River-massakren er cheyennerne og lakotaernes (teton-siouxernes) massakre på en stor, ubeskyttet crow-lejr i 1820. Angrebet var cheyenne-stammens hævnakt, efter at crowerne havde uskadeliggjort mindst tredive af stammens unge krigere på hesterov året før. Trods de få og mangelfulde informationer om massakren på grund af indianernes sparsomme måde at dokumentere deres historie på lader den til at være den værste på en crow-lejr, der er registreret. De forskellige versioner om hændelserne i 1819 og 1820 afviger blot fra hinanden i detaljerne.
Kampen ved Tongue River var samtidig en af cheyennernes kun seks kendte ”pilekampe”, hvor stammen greb til dens helligste genstande (fire hellige pile) for at overvinde al modstand.:570 

## Gamle fjender
Allerede i 1820 var fjendskabet mellem cheyennerne og crowerne dybt rodfæstet,:127  og det ville bestå det meste af århundredet ud.:127-138  :30 
Lakotaerne nærede også et gammelt fjendskab til crowerne. Lakotaen The Flames vintertælling beretter om enogtredive siouxer dræbt af crower i år 1800.:103  Hvert år fra 1805 til og med 1809 er husket for andre sammenstød med crowerne i flere af siouxernes vintertællinger.:354-357 

## Optakten
I 1819 opdagede mindst tredive cheyenner en crow-lejr ved Tongue River efter at have forladt deres egen lejr tæt ved Black Hills, South Dakota, til fods. De tilhørte enten stammens Bowstring-:22  eller Elk-krigerselskab (også kaldet Crooked Lance-selskabet).:25  De skjulte sig, men før mørket gav dem en chance for at snige sig ned til lejrens hesteflokke, opdagede crowerne dem. Cheyennerne søgte op på en høj, hvor de bedre kunne forsvare sig. Crowerne var dog klart i overtal og angreb til hest. Efter flere stormløb på højen trængte de midt ind blandt cheyennerne og dræbte dem alle.:23 
Efter en tid fik cheyenne-stammen viden om det skete. Af hensyn til de dræbtes familier besluttede stammen at organisere en ”pilekamp” mod crowerne næste år.:24  Op til angrebet ville stammens særlige pilevogter udføre en enkel ceremoni med stammens fire hellige pile, der ville garantere cheyennerne en letvundet og stor sejr over fjenderne.:572  En lejr oglala-lakotaer accepterede en invitation om at deltage.:24 

## Massakren
Næste sommer lå hele cheyenne-stammen og flere oglalaer i store tipilejre ved Powder River for som planlagt at angribe crowerne længere vestpå.
En stor crow-lejr ved Tongue River havde spejdere ude, og de opdagede de fjendtlige lejre om aftenen. Nogle spejdere kom til at afsløre sig selv, og to blev dræbt, men resten nåede tilbage til lejren ved Tongue River. Alle duelige crow-krigere var snart på vej ned mod Powder River for at slå til, før cheyennerne og deres allierede kunne nå at angribe. Ad en anden rute var cheyennerne og oglalaerne allerede på vej mod crowerne, og de to hære krydsede uset hinanden i løbet af natten. Kun cheyennerne og oglalaerne lokaliserede crow-lejren, de søgte, og de angreb den sent på formiddagen.:26 
Uden krigere til at forsvare crow-lejren løb angriberne den hurtigt over ende. De dræbte alle mænd, de fandt og ødelagde mest muligt af lejren. Da cheyennen George Bent beså scenen for massakren femogfyrre år senere, lå der stadig brækkede tipipæle samt stenøkser mellem alt muligt andet spredt ud over pladsen.:26 
Med hævnen fuldbragt trak sejrherrerne sig tilbage mod deres egne lejre. De havde over hundrede crow-kvinder og -børn med som fanger og også flere erobrede heste. Undervejs opstod der uenighed mellem de to stammer om fordelingen af fangerne. Flere kvinder og børn blev dræbt af de ophidsede krigere, for skulle den ene part ikke have dem, skulle den anden heller ikke. Fangerne var først i sikkerhed, da de stod inde i cheyennerne og oglalaernes lejre, der var et ukrænkeligt helle.:26 

## Efter massakren
Massakren vækkede crowernes hævntørst, der blev besvaret med hurtig gengældelse fra cheyennernes side.:26-27 
Sejren over crowerne i 1820 figurerer som årets mest bemærkelsesværdige begivenhed i en vintertælling ført af oglala-lakotaen American Horse og før ham hans far og bedstefar.:129  Crow-lejren skulle efter sigende have bestået af hundrede tipier, og oglalaerne dræbte mange og tog også mange fanger.:136 
Crowerne huskede blodbadet over hundrede år senere, men de holdt da deres arvefjender i lakota-stammen ansvarlige for det. Under fortællingen af sin livshistorie til Frank B. Linderman sidst i 1920erne kom crow-høvding Plenty Coups ind på massakren. Den havde angiveligt efterladt crowerne så svækket, at de aldrig rigtig overvandt det.:190 
Crow-kvinden Pretty Shield kendte også til dette historiske nederlag. Hun hæftede sig ved de mange dræbte kvinder og også drabene på alle de gamle, chanceløse mænd, der var blevet ladt alene tilbage i lejren af dens unge krigere.:168 